# Paulino Bernabé (hijo)

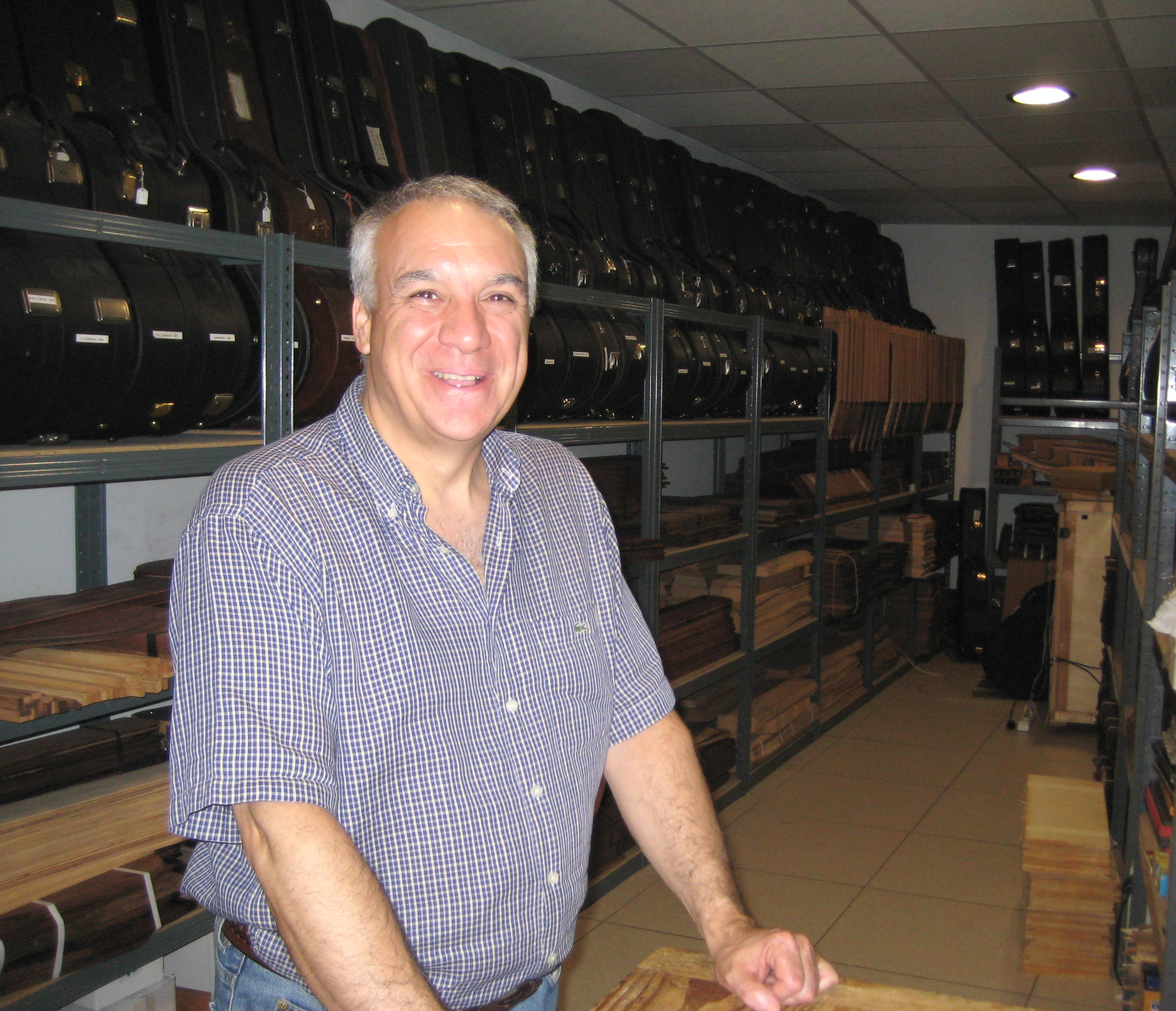
El lutier español Paulino Bernabé (hijo) en su taller en Madrid (España), junio de 2012.

Paulino Bernabé (hijo) (Madrid, España, 9 de junio de 1960) es un lutier español.

## Biografía
Paulino Bernabé (hijo) aprendió el arte de la construcción de las guitarras clásicas con su padre Paulino Bernabé, un famoso lutier español. Desde los princípios de los 80 hasta poco antes de la muerte de su padre en 2007, el lutier trabajó junto a su padre y se hizo cargo del taller. Las guitarras de Paulino Bernabé (hijo) son tocadas por guitarristas internacionalmente conocidos, entre ellos John Williams, Johanna Beisteiner, Norbert Kraft y Martha Masters. En 2011 fundó la asociación Spanish Guitar Foundation con el objetivo de guardar y difundir internacionalmente la construcción y el uso de la guitarra clásica española. La Fundación también tiene una colección de guitarras del siglo XIX y XX.